# Cousin Pons (film, 1924)
Pour les articles homonymes, voir Cousin Pons.
Pour plus de détails, voir Fiche technique et Distribution.
Cousin Pons est un film français réalisé par Jacques Robert sorti en 1924, d'après le roman éponyme d'Honoré de Balzac

## Fiche technique
- Réalisation : Jacques Robert
- Scénario : d'après le roman éponyme d'Honoré de Balzac
- Adaptation : André Chancerel et Jacques Robert
- Photographie : Georges Lucas
- Pays :  France
- Société de production : Art et Cinéma
- Format : noir et blanc – muet
- Date de sortie : 
  - France – 25 avril 1924

## Distribution
- Henri Baudin : Rémonencq
- Briat : Topinard
- Jeanne Bérangère : Madeleine Vivet
- Lilian Constantini : Héloïse Brisetout
- Claire Darcas : madame de Marville
- Maurice de Féraudy : Sylvain Pons
- Henri Desmarets : Élie Magus
- André Féramus : Fritz Brunner
- Robby Guichard : l'autre fils Topinard
- Gaston Modot : Fraisier
- Roger Monteaux : le docteur Poulain
- André Nox : Wilhelm Schmucke
- Paulette Pax : la Cibot
- Maurice Sigrist : l'ainé des Topinard
- Jane Thierry : Cécile de Marville
- François Viguier : Cibot
- Noémie Scize